# Sobór Opieki Matki Bożej w Baranowiczach
Sobór Opieki Matki Bożej (biał. Пакроўскі сабор у Баранавічах) – prawosławny sobór parafialny w Baranowiczach. Należy do dekanatu baranowickiego eparchii pińskiej i łuninieckiej Egzarchatu Białoruskiego Patriarchatu Moskiewskiego.
Sobór znajduje się przy ulicy Kujbyszewa 9.
Decyzję o wzniesieniu soboru podjęto po zniszczeniu w pożarze drewnianej cerkwi (1921), kiedy to wyznawcom prawosławia w Baranowiczach pozostała tylko kaplica cmentarna. Sobór – w stylu neoklasycystycznym – zbudowano w latach 1924–1931, według projektu Mikołaja Obołońskiego. Konsekracji świątyni dokonał 4 października 1931 arcybiskup grodzieński i nowogródzki Aleksy (Gromadzki).
Na uwagę zasługują liczne fragmenty mozaik, pochodzące ze zburzonego warszawskiego soboru św. Aleksandra Newskiego. Zostały one sprowadzone w 1928 i wkomponowane w prezbiterium, umieszczone na filarach nawy, a także nad drzwiami (zarówno od wewnątrz jak i na zewnątrz).
Przed 2003 sobór był remontowany (m.in. położono nowe tynki).

## Mozaiki

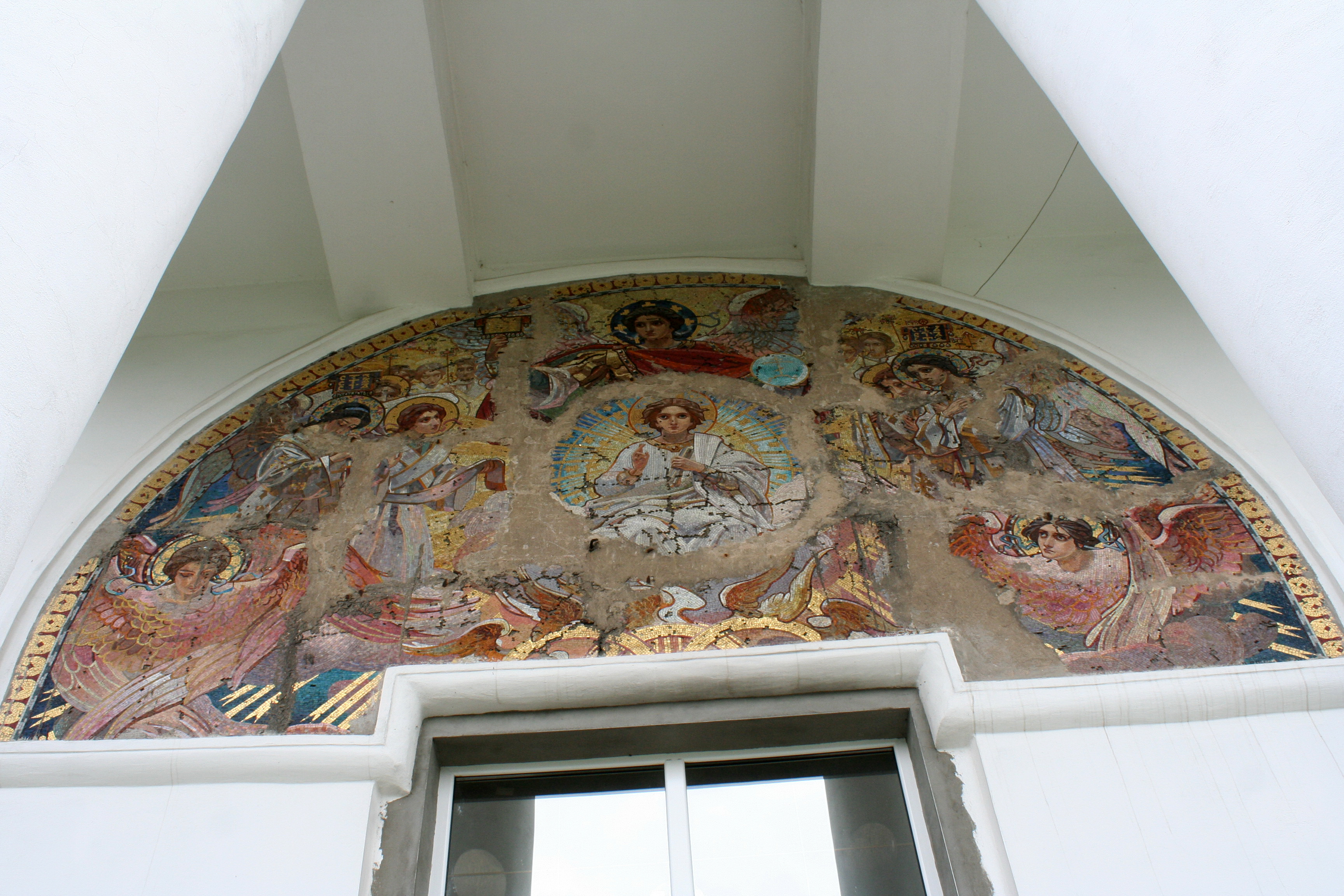
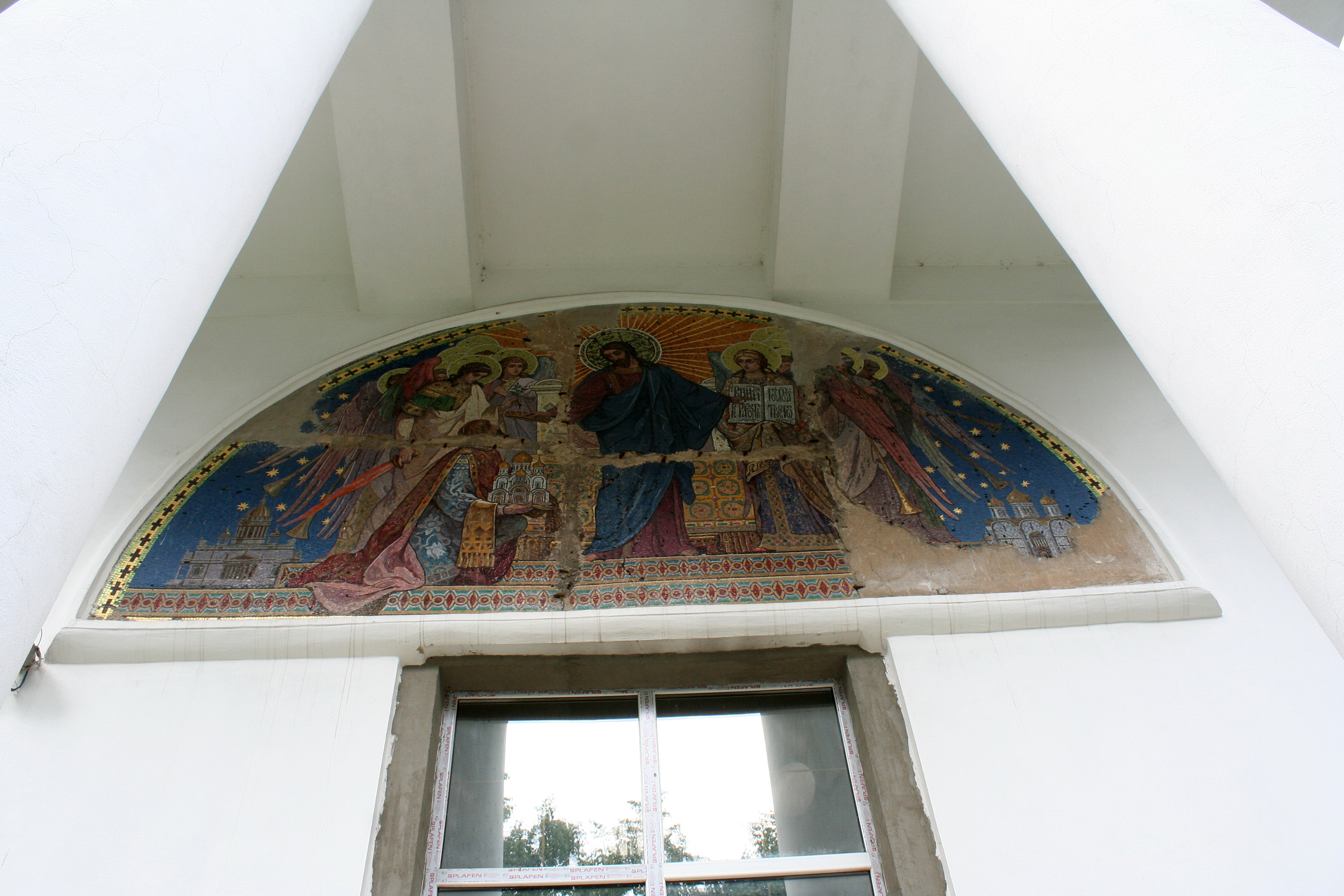
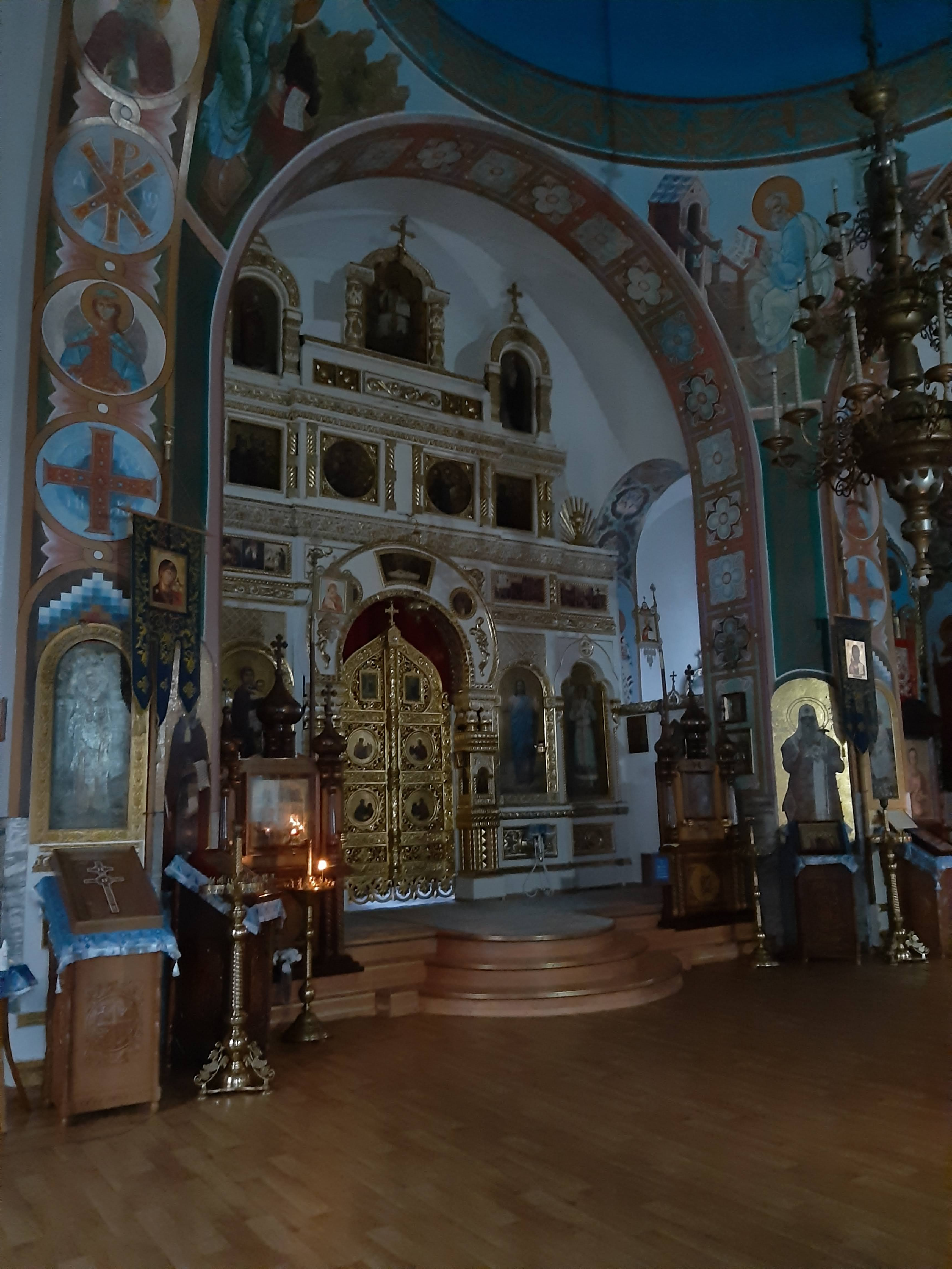
Ikonostas